# Idalie Samad
Idalie Samad (20 november 1995) is een Iraans-Belgisch actrice.
Samads vader is van Iraanse origine, haar moeder komt oorspronkelijk uit België. Zij studeerde in 2018 af aan Koninklijk Conservatorium Brussel in de richting van musical. In 2019 werd ze bekend door haar rol in de Echte Verhalen: De Buurtpolitie. Van 2019 tot begin 2021 vertolkte ze de rol van Bahar in de soapserie Familie. In 2022 speelde Samad een kleine rol mee in Geldwolven en in het vierde seizoen van de serie Dertigers in de rol van Kimberly Mertens. In 2023 vertolkt zij in de nieuwe reeks van Dertigers de rol van Ada Sarani. In de serie Onderhuids, speelt zij een hoofdrol als beginnende plastische chirurge.

## Televisie
| Titel                           | Rol              | Soort programma  | Zender  | Jaar        |
| ------------------------------- | ---------------- | ---------------- | ------- | ----------- |
| Campus 12                       | Cleo             | Jeugdserie       | Ketnet  | 2018        |
| Echte Verhalen: De Buurtpolitie | Nour Jacobs      | Scripted reality | VTM     | 2019 - 2020 |
| Familie                         | Bahar Hermezi    | Soapserie        | VTM     | 2019 - 2021 |
| Geldwolven                      |                  | Fictie           | Streamz | 2022        |
| Dertigers                       | Kimberly Mertens | Fictie           | Eén     | 2022        |
| Dertigers                       | Ada Sarani       | Fictie           | Eén     | 2023-heden  |
| Hidden Assets                   | Margaux Bayot    | Fictie           |         | 2023        |
| Onderhuids                      | Nisirine Iravani | Fictie           | Streamz | 2023        |
| Assisen                         | Lara Paridaens   | Fictie           | Play4   | 2024        |